# Montguillon
Montguillon és un municipi francès situat al departament de Maine i Loira i a la regió de País del Loira. L'any 2007 tenia 187 habitants.

## Demografia

### Població
El 2007 la població de fet de Montguillon era de 187 persones. Hi havia 76 famílies de les quals 20 eren unipersonals (12 homes vivint sols i 8 dones vivint soles), 28 parelles sense fills i 28 parelles amb fills.
La població ha evolucionat segons el següent gràfic:
Habitants censats

### Habitatges
El 2007 hi havia 83 habitatges, 73 eren l'habitatge principal de la família, 6 eren segones residències i 4 estaven desocupats. 80 eren cases i 2 eren apartaments. Dels 73 habitatges principals, 55 estaven ocupats pels seus propietaris i 18 estaven llogats i ocupats pels llogaters; 3 tenien dues cambres, 9 en tenien tres, 21 en tenien quatre i 40 en tenien cinc o més. 49 habitatges disposaven pel capbaix d'una plaça de pàrquing. A 24 habitatges hi havia un automòbil i a 45 n'hi havia dos o més.

### Piràmide de població
La piràmide de població per edats i sexe el 2009 era:
| Homes | Edats   | Dones |
| ----- | ------- | ----- |
| 0     | 95 o +  | 1     |
| 0     | 90 a 94 | 0     |
| 1     | 85 a 89 | 1     |
| 0     | 80 a 84 | 1     |
| 2     | 75 a 79 | 5     |
| 2     | 70 a 74 | 1     |
| 3     | 65 a 69 | 5     |
| 5     | 60 a 64 | 5     |
| 1     | 55 a 59 | 2     |
| 7     | 50 a 54 | 5     |
| 8     | 45 a 49 | 7     |
| 8     | 40 a 44 | 8     |
| 3     | 35 a 39 | 5     |
| 3     | 30 a 34 | 3     |
| 10    | 25 a 29 | 11    |
| 10    | 20 a 24 | 3     |
| 3     | 15 a 19 | 12    |
| 6     | 10 a 14 | 8     |
| 2     | 5 a 9   | 1     |
| 3     | 0 a 4   | 4     |

## Economia
El 2007 la població en edat de treballar era de 124 persones, 103 eren actives i 21 eren inactives. De les 103 persones actives 97 estaven ocupades (54 homes i 43 dones) i 6 estaven aturades (1 home i 5 dones). De les 21 persones inactives 10 estaven jubilades, 6 estaven estudiant i 5 estaven classificades com a «altres inactius».

### Ingressos
El 2009 a Montguillon hi havia 73 unitats fiscals que integraven 186 persones, la mediana anual d'ingressos fiscals per persona era de 16.060,5 €.

### Activitats econòmiques
Dels 5 establiments que hi havia el 2007, 1 era d'una empresa de fabricació d'altres productes industrials, 1 d'una empresa de transport, 1 d'una empresa d'hostatgeria i restauració, 1 d'una empresa de serveis i 1 d'una empresa classificada com a «altres activitats de serveis».
L'únic servei als particulars que hi havia el 2009 era un restaurant.
L'any 2000 a Montguillon hi havia 25 explotacions agrícoles que ocupaven un total de 828 hectàrees.

## Equipaments sanitaris i escolars
El 2009 hi havia una escola elemental integrada dins d'un grup escolar amb les comunes properes formant una escola dispersa.

## Poblacions properes
El següent diagrama mostra les poblacions més properes.